# Cluster (Band)
Qluster (bis 1971 Kluster, 1971–2010 Cluster) ist eine deutsche Musikgruppe, die 1969 von Conrad Schnitzler, Dieter Moebius und Hans-Joachim Roedelius gegründet wurde. Sie wirkte aktiv am Beginn des Krautrocks mit.

## Geschichte
Experimentelle Musik mit teils mythischen Texten füllte die ersten beiden Alben Klopfzeichen und Kluster Zwei Osterei. Danach verließ Conrad Schnitzler die Band. Die verbliebenen Musiker Moebius und Roedelius benannten daraufhin 1971 ihr musikalisches Projekt in Cluster um. Weitere Alben mit Elektronischer Musik folgten.
Zusammen mit dem Neu!-Musiker Michael Rother nahmen die beiden unter dem Namen Harmonia zwei deutlich melodischere, die Elektronische Musik deutlich ironisierende Alben auf (Musik von Harmonia und De Luxe). Weitere fruchtbare Kollaborationen gab es mit dem britischen Musiker Brian Eno, den Cluster bei einem Konzert Mitte der 1970er kennenlernten. Die Alben Cluster & Eno und After The Heat zeugen von dieser Phase. Sowohl Dieter Moebius als auch Hans-Joachim Roedelius haben viele Solo-Alben herausgebracht. Ab Ende der 2000er Jahre nahmen Moebius und Roedelius neues Material auf und gaben gelegentlich Konzerte. 
2011 erfolgte eine dritte Umbenennung und Umbesetzung. Als Qluster führen Hans-Joachim Roedelius sowie der Musiker und Tontechniker Onnen Bock die Band fort. Im selben Jahr erschien deren erstes Album Fragen. Cluster 71 wurde in die Liste The Wire’s „100 Records That Set the World on Fire (While No One Was Listening)“ aufgenommen.

## Diskografie
Als Kluster
- Klopfzeichen (1970)
- Kluster Zwei Osterei (1971)
- Eruption (1971)

Als Cluster
- Cluster 1 (1971)
- Cluster II (1972)
- Zuckerzeit (1974)
- Sowiesoso (1976)
- Cluster & Eno (1977) (mit Brian Eno)
- After The Heat (1978) (mit Brian Eno)
- Großes Wasser (1979)
- Cluster ’71 (1980) (identisch mit Cluster 1)
- Cluster & Farnbauer Live in Vienna (1980)
- Curiosum (1981)
- Apropos Cluster (1990)
- Japan Live 1996 (1996)
- First Encounter (1997)
- Berlin 07 (2008)
- Qua (2009)

Als Qluster
- Fragen (2011)
- Rufen (2011)
- Antworten (2012)
- Lauschen (2013)
- Tasten (2015)
- Echtzeit (2016)
- Elemente (2018)